# Van der Maesen de Sombreff

Wapen Van der Maesen de Sombreff

Van der Maesen de Sombreff of de Sombreffe is een geslacht waarvan leden sinds 1816 tot de Nederlandse adel behoren.

## Geschiedenis
De stamreeks begint met mr. Leonardus Christiaan van der Maesen, advocaat te Tongeren, die in 1554 trouwde. Verschillende nazaten, te beginnen bij zijn zoon, waren burgemeester van Tongeren.
In 1770 werd Johannes Nepomucenus van der Maesen (1720-1791) door keizer Jozef II in de adel opgenomen met de titel van ridder van het Heilige Roomse Rijk.
Op van 16 februari 1816, onder het Verenigd Koninkrijk der Nederlanden, werd Michael Joannes Nepomucenus van der Maesen (1758-1823) bij Koninklijk Besluit benoemd in de Ridderschap van de provincie Limburg en ging zo behoren tot de Nederlandse adel. In 1817 werd een neef van hem benoemd in de Ridderschap.

## Enkele telgen
Leonard Jan van der Maesen, heer van Weyerhoff en Udenberg (1715-1778), raad en schepen van Maastricht.
- Mr. Ludovicus Eustachius van der Maesen, heer van Sombreffe (1750-1777), advocaat, x Maria Gertruda van Hove (1751-1816).
  - Jhr. Leonardus Petrus Joannes Ludovicus van der Maesen de Sombreff, heer van Sombreff (1775-1865), lid Provinciale Staten van Limburg, x Louisa Henriette von Salomon (1799-1827).
    - Jhr. mr. Lodewijk Eustachius van der Maesen de Sombreff (Maastricht, 1825 - Brussel, 1903), rechter, x Félicité de Bieberstein Rogalla Zawadsky (1827-1868).
      - Jhr. mr. Ludovicus Hendricus Leonardus Josephus van der Maesen de Sombreff (1854-1926), kantonrechter, lid van de Eerste Kamer.
        - Jhr. George Louis van der Maesen de Sombreff (1885-1955), diplomaat; trouwde in 1918 met Hubertine Josefine Johanna Albertine Maria Cassalette, vrouwe van Wijlre (1886-1978), bewoners van kasteel Wijlre.
        - Jhr. Henri van der Maesen de Sombreff (Hulsberg, 1887 - Maastricht, 1967); trouwde in 1913 Anna Maria Jacqueline Justine de Bruijn (Rotterdam, 1891 - Heerlen, 1954).
          - Jkvr. Noëlle Pauline Marie van der Maesen de Sombreff, geboren te Garoet (West-Java) 1915. Ballerina onder de naam Noëlle de Mosa o.a. bij ballet Jooss, leerlinge van Darja Collin.[1]

    - Jhr. mr. Paul Therèse van der Maesen de Sombreff (1827-1902), minister van Buitenlandse Zaken, lid van de Tweede Kamer.
      - Jkvr. Marie Pauline Alexandrine van der Maesen de Sombreff (1867-1959); trouwde in 1903 met jhr. Jan Alexander van Geen (1868-1945), luitenant-ter-zee 2e klasse, burgemeester van Valkenburg (Limburg), Weerselo en Wijk bij Duurstede.
- Jhr. Michael Joannes Nepomucenus van der Maesen (1758-1823), generaal-majoor, garnizoenscommandant van Maastricht.